# Georg Dardenne
Georg Dardenne (né le 14 janvier 1959) est un ancien arbitre allemand de football, affilié à Mechernich. 
Arbitre de 1987 à 2000, il arbitra 52 matchs de D2 allemande et 121 matchs de D1 entre 1989 et 2000. Il fut arbitre international de 1994 à 1999.

## Carrière
Il a officié dans des compétitions  : 
- Deutsche Fußball-Amateurmeisterschaft 1991 (de) (finale)
- DFB-Junioren-Vereinspokal 1992/93 (de) (finale)
- Coupe Intertoto 1996 (finale aller)
- Coupe du monde de football des moins de 20 ans 1997 (3 matchs)